# Octave Chanute
Octave Chanute (París, Francia; 18 de febrero de 1832-Chicago, Illinois, EE. UU.; 23 de noviembre de 1910) fue un ingeniero civil estadounidense de origen francés conocido como pionero de la aviación. Aconsejó a los hermanos Wright y les ayudó a publicar sus experimentos de vuelo.

## Biografía
Octave Chanute era hijo de Joseph Chanute, profesor del Collège de France, que se expatrió a los Estados Unidos en 1839. Tuvo una destacada carrera como ingeniero en varias empresas ferroviarias desde 1849 hasta 1890. Su interés por la aviación surgió durante un viaje a Europa en 1875. Se retiró del negocio del ferrocarril, y dedicó su tiempo a la aviación en ciernes.
Gracias a su capacidad de análisis científico, reunió todos los documentos que pudo conseguir y comenzó a divulgarlos en forma de artículos publicados entre 1891 y 1893 en el "Railroad and Engineering Journal". Estos artículos serán compilados y publicados en 1894 bajo el título de "Progress in Flying Machines" (Avances en máquinas voladoras). Este estudio exhaustivo del estado de la técnica de los aparatos "más pesados que el aire" le aseguró una alta reputación.

## Experimentos con planeadores
Chanute concluyó en 1890 que el principal problema a resolver no era el ascenso ni la propulsión, sino la estabilidad y el control de la máquina. Afirmó con clarividencia que el control del vuelo mecánico pasaría en primer lugar por controlar el vuelo planeado; y ese será el acercamiento de los hermanos Wright.

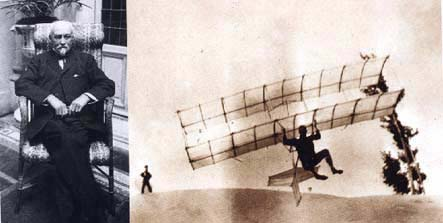
Planeador de Octave Chanute en 1896

En 1896, comenzó junto a Augustus Herring y William Avery la construcción de un planeador inspirado en los de Otto Lilienthal. Considerándose a sí mismo demasiado viejo para experimentar, contrató a tres ayudantes jóvenes. En junio, partiendo de la cima de las colinas de arena que bordean el Lago Míchigan, cerca de Chicago, puso a prueba varios modelos de planeadores y, el 4 de julio, llegó a volar una treintena de metros. Hicieron cientos de planeos entre 1896 y 1897, sin ningún accidente. La ruta más larga fue de 109 m con un ángulo de caída de 10 grados.
Ocupó un lugar importante entre los pioneros estadounidenses (especialmente los Hermanos Wright, que intercambiaron muchas cartas con él) y los europeos (Ferber, Santos-Dumont, etc). En 1903 se fue a Francia para presentar el estado de sus trabajos a la Comisión Aeronáutica Internacional y el Aero Club de Francia y aprovechó la oportunidad para reunirse en Niza con Ferber.